# Myriochele danielsseni
Myriochele danielsseni är en ringmaskart som beskrevs av Hansen 1878. Myriochele danielsseni ingår i släktet Myriochele och familjen Oweniidae. Arten är reproducerande i Sverige. Inga underarter finns listade i Catalogue of Life.